# Therapie des Facio-Oralen Trakts
Die Therapie des Facio-Oralen Trakts (auch Facio-Orale Trakt Therapie, F.O.T.T.) ist ein interdisziplinärer Ansatz in der Rehabilitation zur Behandlung von Patienten mit Hirnschädigung. Mit den Übungen sollen Schluckstörungen, Atem- und Sprechstörungen gebessert werden. Das Konzept wurde von der britischen Logopädin Kay Coombes in den 1980er Jahren entwickelt und markenrechtlich geschützt. Die Behandler werden in privaten Instituten ausgebildet und zertifiziert. Es gibt bisher keine randomisierte kontrollierte Studie zum evidenzbasierten Wirksamkeitsnachweis. Entsprechend findet sie sich nicht in der Leitlinie „Neurogene Dysphagien“ der AWMF, obwohl sie in der veralteten Leitlinie von 2008 einmal bei nicht kooperativen bzw. bewusstseinsgestörten Patienten erwähnt wurde.

## Anwendungsbereich
Die F.O.T.T. findet Anwendung bei Patienten mit angeborenen und erworbenen Hirnschädigungen bei Schluckstörungen und fazio-oralen Problemen in allen rehabilitativen Krankheitsphasen (A–F), bis hin zu lindernden Maßnahmen in der palliativen Phase. Sie ist auch mit bewusstseinseingeschränkten Patienten möglich, z. B. mit schweren Schädel-Hirn-Traumata, nach Schlaganfällen sowie im Wachkoma, und wird vor allem durch Logopäden, Ergotherapeuten und Physiotherapeuten durchgeführt.
Behandelt werden: Neugeborene, Säuglinge und Kinder mit zerebralen Paresen und daraus resultierenden Mehrfachbehinderungen und Syndromen; Patienten nach Schlaganfall, Schädel-Hirn-Traumata, mit Morbus Parkinson, Amyotropher Lateralsklerose, Multipler Sklerose etc. sowie Patienten mit nichtneurologischen Problemen mit Sprech- und Schluckstörungen, z. B. bei oder nach Langzeit-/Dauerbeatmung mit oder ohne Trachealkanülen.

## Konzept
Als Funktionen und Aktivitäten des fazio-oralen Trakts gelten Schlucken, Husten, Räuspern, Niesen, Gähnen; Nahrung zum Mund führen, kauen, trinken und verschiedene Konsistenzen schlucken; Kommunikation und Gesichtsausdruck; Mundhygiene: Essensreste mit der Zunge aus der Mundhöhle entfernen zu können, Zähne putzen, ausspülen, ausspucken, Nachschlucken; Atmung/Stimmgebung/Sprechen.
Nach Ansicht der F.O.T.T. hat die Haltungskontrolle Einfluss auf die Funktionen von Gesicht, Mund und Schlund. Hirnschädigungen können sich in unterschiedlicher Schwere in Störungen der Haltungskontrolle und des Gleichgewichts, der Bewegungsfähigkeit, der Muskelspannung, aber auch der Wahrnehmung, der Sensibilität, der höheren Hirnfunktionen und der Kognition manifestieren. Patienten können oft ihren Alltag nicht mehr bewältigen. Aktivitäten des täglichen Lebens wie der aufrechte Gang, das Ankleiden, die Körperpflege, die Durchführung der Mundhygiene sind ebenso betroffen wie das Schlucken von Speichel oder Nahrung, die Atmung, das Sprechen und das effiziente Husten. Das automatisierte Wechseln zwischen einzelnen Aktivitäten kann ebenso beeinträchtigt sein.
Die F.O.T.T. hat ihre Wurzeln im Bobath-Konzept. Ähnlich diesem gibt es keine vorgeschriebenen Übungen, die für alle Patienten gleich sind. Das Vorgehen soll vielmehr an das individuelle Potential angepasst werden. Es kommt zur Anwendung: Aktivierung (fazilitieren, unterstützen etc.) von Bewegungen und Funktionen, Steigerung der Schweregrade (shaping) und Repetitionen. In der Behandlung werden notwendige Bewegungsabläufe erarbeitet. Hands on-Techniken, z. B. die F.O.T.T.-Mundstimulation, therapeutische Mundhygiene, therapeutisches Essen und Trachealkanülen-Management werden genutzt. Der Einsatz von Hands on-Techniken ermöglicht die Arbeit mit bewusstseinsgestörten Patienten, da diese keine verbalen Aufforderungen umsetzen müssen.

## Geschichte
Die britische Sprachtherapeutin Kay Coombes hat in den 1980er Jahren diesen rehabilitativen Ansatz in Zusammenarbeit mit den Begründern des Bobath-Konzepts Karel und Berta Bobath und der Logopädin Helen Mueller entwickelt.
Mit Aufkommen der Neurorehabilitation in Schweizer Rehabilitationskliniken entwickelte Kay Coombes diesen Ansatz weiter. Max Schuster, betroffener Vater und Initiator des 1989 gegründeten Therapiezentrums für Schädel-Hirnverletzte in Burgau, holte Kay Coombes, Félicie Affolter sowie Karel und Berta Bobath und Pat Davies nach Süddeutschland. Zur gleichen Zeit begann auf Initiative des Geriaters Hans-Peter Meier-Baumgartner eine Zusammenarbeit mit dem Albertinen-Haus in Hamburg.
Coombes gründete 1994 eine Fachgesellschaft für alle Professionen der Rehabilitation (Physio-, Ergo- und Sprachtherapie, Pflege und Medizin). Sie auch Direktorin der britischen Stiftung Association for the Rehabilitation of Communication and Oral Skills (ARCOS).